# Дигоксигенин
Дигоксигенин (digoxigenin, DIG,  от лат. родового названия Dig(italis) — наперстянка, греч. oxys — кислый и англ. genin — несахарный компонент гликозида) — стероид, содержащийся исключительно в цветах и листьях растений Digitalis purpurea, Digitalis orientalis и Digitalis lanata (наперстянки), где он присоединяется к сахарам, образуя гликозиды (например, ланатозид C).

## Использование
Наличие дигоксигенина определяется с помощью специфических антител.
Дигоксигенин — это гаптен, небольшая молекула с высокой антигенной активностью, которая используется во многих молекулярно-биологических приложениях аналогично другим популярным гаптенам, таким как 2,4-динитрофенол, биотин и флуоресцеин. Как правило, дигоксигенин вводится химическим путем (конъюгация) в биомолекулы (белки, нуклеиновые кислоты) для последующего обнаружения в анализах. Kd взаимодействия дигоксигенина с антителами оценивается в ~12 нМ.